# الاشتباك الجوي يوم 4 نوفمبر 1959
كان الاشتباك الجوي يوم 4 نوفمبر 1959 اشتباكاً جوياً وقع بين طائرة داسو سوبر ميستير إسرائيلية يقودها نقيب طيار ديفيد إيفري وطائرة ميج-17 مصرية بقيادة نقيب طيار فاروق الغزاوي وذلك عندما اخترقت الطائرة الإسرائيلية الحدود المصرية وقد تمكن فاروق الغزاوي من إصابتها واسقاطها. في حين تمكن طيارها ديفيد إيفري من القفز بالمظلة قبل ارتطام طائرته بالأرض فوق الأراضي الفلسطينية المحتلة ونجا من الأسر. لاحقاً أصبح إيفري تاسع قائد للقوات الجوية الإسرائيلية من أكتوبر 1977 إلى ديسمبر 1982.
إيفري يكون الثاني ضمن ثلاث قادة إسرائيليين (بيني بيليد وإيتان بن إلياهو) تولوا قيادة القوات الجوية الإسرائيلية وأُسقطّت طائراتهم خلال معارك جوية مع طيارين مصريين أو بنيران أرضية مصرية.

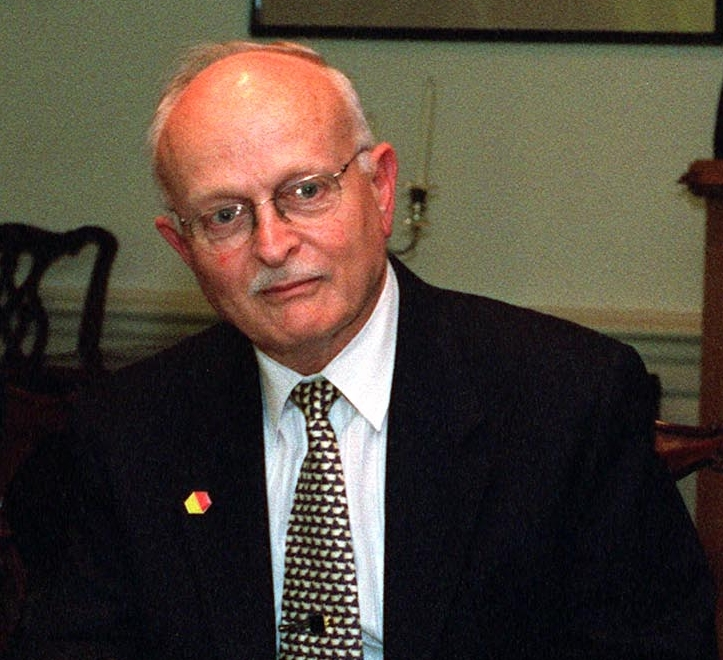
ديفيد إيفري خلال عمله كسفير إسرائيل للولايات المتحدة، 22 أكتوبر 2001

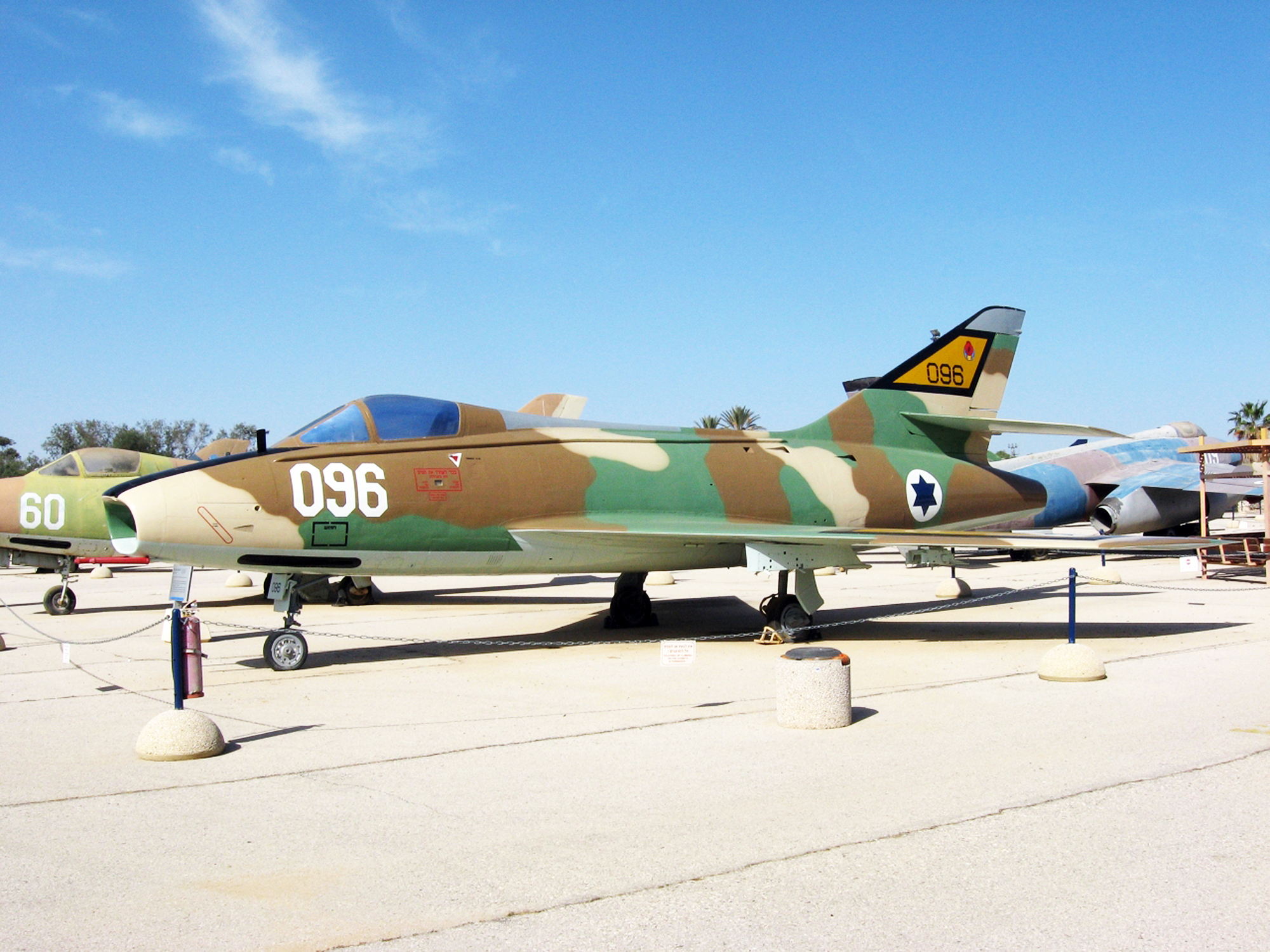
داسو سوبر ميستير إسرائيلية مماثلة للطائرة التي أُسقطت بدون هذا التمويه، متحف القوات الجوية الإسرائيلية